# Волоцков, Алексей Анатольевич
Алексей Анатольевич Волоцко́в (род. 5 июля 1981, Краснослободск) — российский общественный и политический деятель, депутат Государственной думы VIII созыва (2021 — н. в.). Ранее — депутат Волгоградской городской думы IV, V и VI созывов (2009—2019), заместитель главы Волгограда (2015—2019), депутат Волгоградской областной думы (2019—2021), член генерального совета «Единой России» с 2019 года.
Из-за вторжения России на Украину, находится под международными санкциями Евросоюза, США и ряда других стран

## Ранние годы и образование
Алексей Волоцков родился 5 июля 1981 года в городе Краснослободск Волгоградской области. Окончил школу № 132 Волгограда(лицей № 2).
В 2003 году Волоцков окончил факультет инженерной экологии Волгоградской государственной архитектурно-строительной академии (сейчас — Институт архитектуры и строительства Волгоградского государственного технического университета, ИАиС ВолгГТУ), в 2007 году получил второе высшее образование, окончив факультет экономики и управления ВолгГТУ. В 2020 году прошёл обучение в Российской академии народного хозяйства и государственной службы при президенте РФ (РАНХиГС).

## Карьера
После выпуска из Архитектурно-строительной академии с 2004 по 2005 год работал инженером в волгоградском научно-производственном предприятии ООО «Химнефтеарматура». В 2005 году работал специалистом по связям с общественностью ЗАО «Нижняя Волга». В 2006—2013 гг. руководил производственными и строительными организациями.
Ещё в студенческие годы занялся общественной и политической деятельностью. В 2001—2003 гг. был председателем регионального отделения общероссийской общественной организации «Молодёжное Единство» Волгоградской области. В 2002 году стал членом Всероссийской политической партии «Единая Россия», выступал в роли координатора молодёжной политики партии. С января 2006 по 2011 год был членом Молодёжного парламента Волгоградской области. В 2009—2014 гг. — председатель Совета молодых депутатов Волгоградской области. В 2011—2014 гг. — председатель президиума Волгоградской региональной общественной организации «Молодёжный совет». С 2012 года член Президиума политсовета Волгоградского регионального отделения «Единой России».
В 2008 году избран депутатом Волгоградской городской думы IV созыва по Краснооктябрьскому одномандатному избирательному округу. Переизбрался по тому же округу в городскую Думу V созыва в 2013 году. В том же году был избран руководителем партийной фракции в городской Думе V созыва. Одновременно в 2015—2018 годах был заместителем главы Волгограда. В 2018 году переизбрался в городскую Думу VI созыва по списку партии «Единая Россия».
В августе 2015 года стал жертвой скандала, связанного с намерением ряда депутатов городской думы посетить Танзанию. Для этого Алексей Волоцков направил письмо заместителю председателя комитета по международным делам Государственной думы Светлане Журовой, в котором сообщал, что делегация Волгоградской области из числа депутатов законодательного и представительного органов региона планирует выезд на африканский континент для посещения республики Танзания. В рамках поездки планируется посещение острова Занзибар, национальных парков и восхождение на вершину горы Килиманджаро. Просил также оказать содействие в организации посольством России в Танзании и Россотрудничеством этого визита. Эта информация вызвала неодобрение со стороны представителей региональной власти. Так губернатор области Андрея Бочарова, который заявил, что «такие поездки категорически запрещены. А если уж очень хочется, то могут ехать в Танзанию во время отпуска и за свой счёт». Заместителя председателя областной думы Станислава Короткова возмутил факт того, что в письме Волоцков упомянул законодательную власть региона, хотя, как утверждает Коротков, руководство областной думы не давало согласие на поездку и письмо не согласовывало. Аналогичную позицию высказал и председатель комиссии по депутатской этике в областной думе Александр Осипов. По мнению Newsru.com данный скандал был инициирован и раздут самим губернатором Андреем Бочаровым с целью отвлечь внимание от себя и натравить население на так называемую волгоградскую элиту, внимание на это обратил и политтехнолог Константин Калачёв. Он отметил, эта история чревата конфликтом губернатора с политическими элитами области, потому что те люди, которых обвинили в попытке поживиться за муниципальный счет, наверное, должны быть глубоко обижены.
20 апреля 2016 года в социальных сетях поздравил с днём рождения лидера волгоградских коммунистов Алевтину Апарину, которая скончалась в декабре 2013 года. Это вызвало возмущение в комментариях. Спустя несколько часов Алексей Волоцков удалил данное сообщение, а ошибку объяснил тем, что его страницы в соцсетях ведёт практикантка.
8 сентября 2019 года избран депутатом Волгоградской областной думы VI созыва. 30 сентября 2019 года на первом заседании Думы избран председателем комитета по образованию, науке, делам молодежи, физической культуре, спорту и туризму.
По итогам выборов в Государственную Думу 2021 года одержал победу по Волгоградскому одномандатному избирательному округу № 81, набрав 40,58 % голосов избирателей от общего числа избирателей или 61,57 % от числа избирателей, принявших участие в голосовании (173 864 проголосовавших за Волоцкова из 282 360 избирателей, принявших участие в выборах при общем количестве избирателей 428 403). В Краснооктябрьском районе Волгограда вне помещения для голосования («на дому») проголосовали 30 157 человек из общего количество проголосовавших в 73 тысячи избирателей, то есть доля «надомников» составила 41 % от общего числа проголосовавших. Таким образом, на одного проголосовавшего на дому было потрачено в среднем 2,14 минуты. Михаил Таранцов, участвовавший в выборах в Волгоградскую областную думу по Краснооктябрьскому округу, считает, что данный результат не мог быть получен при нормальной работе избирательных комиссий. Однако с точки зрения закона данные факты не являются нарушениями.
Не голосовал за законопроект об освобождении от оплаты жилых помещений и коммунальных услуг ветеранов Великой Отечественной войны.
По данным Центра политической конъюнктуры Алексей Волоцков пропустил более трети голосований в думе в 2021 году.
16 февраля 2022 года на заседании Госдуму публично заявил о необходимости признания ДНР и ЛНР. После начала вторжения России на Украину выступил с поддержкой боевых действий и обсуждал законодательные изменения, необходимые для интеграции России и Донбасса.
В июле 2024 года в качестве международного наблюдателя от России находился в Венесуэле на выборах Президента республики и высоко оценил уровень проведения избирательной кампании.
28 января 2025 года решением Государственной Думы вошел в состав Комитета Госдумы по государственному строительству и законодательству.

## Санкции
30 сентября 2022 года, на фоне вторжения России на Украину, был внесён в санкционный список США в ответ на «фиктивные референдумы» и «аннексию территорий Украины российскими оккупационными силами». Государственный департамент отмечает что депутаты единогласно приняли закон о фейках, а некоторые депутаты сыграли ключевую роль в распространении российской дезинформации о войне.
16 декабря 2022 года, на фоне вторжения России на Украину, внесён в санкционный список Евросоюза за поддержку и реализации политики, подрывающую территориальную целостность, суверенитет и независимость Украины так как «он проголосовал за незаконную аннексию Донецкой, Луганской, Херсонской и Запорожской областей и их включение в состав Российской Федерации».
23 февраля 2023 года включён в санкционный список Канады «соратников режима», так как он «голосовал за законодательство связанное с вторжением и попыткой аннексии четырёх регионов Украины».
Также находится под персональными санкциями Швейцарии, Украины и Новой Зеландии

## Семья
Женат. Воспитывает двух дочерей.

## Награды и звания
Награждён ведомственной медалью министерства обороны России «За вклад в укрепление обороны Российской Федерации» — за значительный вклад в укрепление обороны Российской Федерации.
Ведомственная медаль министерства обороны России «За укрепление боевого содружества» от 5 августа 2024 года — за большой личный вклад в укрепление боевого содружества и военного сотрудничества.
Благодарственное письмо Президента Российской Федерации от 7 мая 2018 года.
Благодарственное письмо Волгоградской областной Думы.
Благодарственное письмо главы Администрации Волгоградской области «За большой вклад в социальное развитие Волгоградской области».